# Donald McGillivray (botaniste)
Pour les articles homonymes, voir Donald McGillivray et McGillivray.
Donald John McGillivray (né le 20 août 1935 en Nouvelle-Galles du Sud, en Australie - mort le 17 août 2012) est un taxinomiste botanique. Il a été formé à la sylviculture et s'est intéressé à la taxinomie des plantes juste avant d'être affecté en 1964 à l'Herbier national des Jardins botaniques royaux de Sydney, en Nouvelle-Galles du Sud.
De 1969 à 1970, il fut correspondant pour l'Australie des Jardins botaniques royaux de Kew à Londres.
D.J. McGillivray est spécialisé dans le genre Grevillea et en 1993, il a publié Grevillea - Proteaceae: A Taxonomic Revision, une enquête scientifique exhaustive de ce genre végétal prolifique australien.